# دوبله (لهستان)

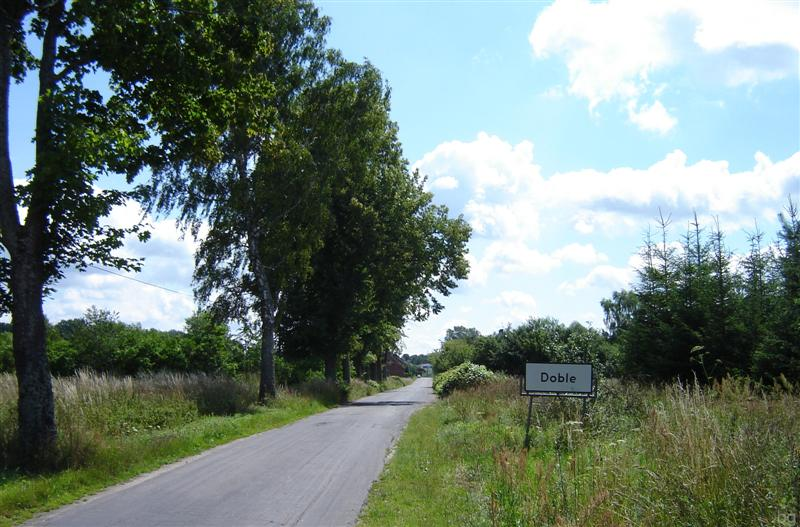
نمایی از مسیر «دوبله» یک روستا در لهستان

دوبله (به لهستانی:  Doble) یک روستا در لهستان است که در گمینا تخووو واقع شده‌است.